# Elecciones presidenciales de Estados Unidos de 2024 en Luisiana
Las elecciones presidenciales de Estados Unidos de 2024 en Luisiana se llevaron a cabo el 5 de noviembre de 2024, como parte de las elecciones presidenciales de Estados Unidos de 2024. Los votantes de Luisiana eligieron a los ocho electores que los representarían en el Colegio Electoral mediante votación popular.
Como estado del sur profundo, ubicado en gran parte dentro del Cinturón Bíblico, Luisiana tiene un patrón de votación conservador. Los republicanos han ganado el estado en todas las elecciones presidenciales desde que George W. Bush lo hiciera en el 2000. Por lo tanto, se esperaba que Luisiana se inclinara cómodamente por Donald Trump en 2024.
Trump ganó Luisiana por un margen de 22 puntos. Esta fue la primera elección presidencial en Luisiana desde 1984 en la que un candidato recibió más del 60% de los votos. Trump se convirtió en el primer republicano en ganar la parroquia de Tensas desde 1988, y las parroquias de Iberville y St. James desde 1972.

## Resultados

### Generales
| Partido                              | Partido                        | Candidato                        | Votos     | %     |
| ------------------------------------ | ------------------------------ | -------------------------------- | --------- | ----- |
|                                      | Republicano                    | Donald Trump                     | 1,208,505 | 60.22 |
|                                      | Demócrata                      | Kamala Harris                    | 766,870   | 38.21 |
|                                      | Verde                          | Jill Stein                       | 7,138     | 0.36  |
|                                      | Libertario                     | Chase Oliver                     | 6,835     | 0.34  |
|                                      | Nosotros el Pueblo             | Robert F. Kennedy Jr. (retirado) | 6,641     | 0.33  |
|                                      | Piedad, Verdad, Justicia       | Mattie Preston                   | 2,857     | 0.14  |
|                                      | Justicia para Todos            | Cornel West                      | 2,623     | 0.13  |
|                                      | Solidaridad Americana          | Peter Sonski                     | 2,240     | 0.11  |
|                                      | Socialismo y Liberación        | Claudia De la Cruz               | 1,481     | 0.07  |
|                                      | Constitución                   | Randall Terry                    | 1,424     | 0.07  |
|                                      | Socialista de los Trabajadores | Rachele Fruit                    | 361       | 0.02  |
| Escritos                             |                                |                                  |           |       |
|                                      |                                |                                  |           |       |
| Total                                | Total                          | Total                            | 2,006,975 | 100   |
| Participación                        | Participación                  | Participación                    | 2,021,164 | 66.35 |
| Registrados                          | Registrados                    | Registrados                      | 3,046,376 |       |
|                                      |                                |                                  |           |       |
| Fuente: Louisiana Secretary of State |                                |                                  |           |       |

### Por parroquia
|                        | Trump Republicano | Trump Republicano | Harris Demócrata | Harris Demócrata | Total   | Margen   | Margen |
| Condado                | Votos             | %                 | Votos            | %                | Total   | Votos    | %      |
| ---------------------- | ----------------- | ----------------- | ---------------- | ---------------- | ------- | -------- | ------ |
| Acadia                 | 21,783            | 81.52             | 4,695            | 17.57            | 26,720  | 17,088   | 63.95  |
| Allen                  | 7.003             | 80,03             | 1.661            | 18,98            | 8,751   | 5,342    | 61.05  |
| Ascension              | 41,319            | 66.14             | 20,113           | 32.19            | 62,473  | 21,206   | 33.95  |
| Assumption             | 6,963             | 67.17             | 3,273            | 31.57            | 10,367  | 3,690    | 35.60  |
| Avoyelles              | 11,379            | 70.95             | 4,460            | 27.81            | 16,037  | 6,919    | 43.14  |
| Beauregard             | 13,504            | 85.07             | 2,192            | 13.81            | 15,874  | 11,312   | 71.26  |
| Bienville              | 3,660             | 58.50             | 2,531            | 40.46            | 6,256   | 1,129    | 18.04  |
| Bossier                | 37,105            | 71.04             | 14,467           | 27.70            | 52,232  | 22,638   | 43.34  |
| Caddo                  | 44,471            | 46.96             | 48,864           | 51.60            | 94,699  | -4,393   | -4.64  |
| Calcasieu              | 56,064            | 69.04             | 23,918           | 29.46            | 81,201  | 32,146   | 39.58  |
| Caldwell               | 3,724             | 85.93             | 580              | 13.38            | 4,334   | 3,144    | 72.55  |
| Cameron                | 3,120             | 92.80             | 219              | 6.51             | 3,362   | 2,901    | 86.29  |
| Catahoula              | 3,258             | 74.93             | 1,060            | 24.38            | 4,348   | 2,198    | 50.55  |
| Claiborne              | 3,522             | 60.56             | 2,239            | 38.50            | 5,816   | 1,283    | 22.06  |
| Concordia              | 4,974             | 64.14             | 2,698            | 34.79            | 7,755   | 2,276    | 29.35  |
| De Soto                | 9,359             | 67.27             | 4,426            | 31.81            | 13,913  | 4,933    | 35.46  |
| East Baton Rouge       | 82,720            | 43.39             | 103,820          | 54.46            | 190,643 | -21,100  | -11.07 |
| East Carroll           | 931               | 40.37             | 1,338            | 58.02            | 2,306   | -407     | -17.65 |
| East Feliciana         | 6,020             | 60.52             | 3,809            | 38.29            | 9,947   | 2,211    | 22.23  |
| Evangeline             | 10,483            | 73.95             | 3,526            | 24.87            | 14,176  | 6,957    | 49.08  |
| Franklin               | 6,524             | 74.15             | 2,196            | 24.96            | 8,798   | 4,328    | 49.19  |
| Grant                  | 7,925             | 87.88             | 996              | 11.04            | 9,018   | 6,929    | 76.84  |
| Iberia                 | 19,511            | 66.52             | 9,504            | 32.40            | 29,331  | 10,007   | 34.12  |
| Iberville              | 7,616             | 49.60             | 7,503            | 48.87            | 15,354  | 113      | 0.73   |
| Jackson                | 5,291             | 73.22             | 1,852            | 25.63            | 7,226   | 3,439    | 47.59  |
| Jefferson              | 98,810            | 55.45             | 75,731           | 42.50            | 178,205 | 23,079   | 12.95  |
| Jefferson Davis        | 11,478            | 79.94             | 2,699            | 18.80            | 14,358  | 8,779    | 61.14  |
| Lafayette              | 72,007            | 64.82             | 37,170           | 33.46            | 111,086 | 34,837   | 31.36  |
| Lafourche              | 34,461            | 80.43             | 7,864            | 18.35            | 42,845  | 26,597   | 62.08  |
| La Salle               | 6,032             | 90.98             | 546              | 8.25             | 6,620   | 5,477    | 82.73  |
| Lincoln                | 11,248            | 61.95             | 6,627            | 36.50            | 18,157  | 4,621    | 25.45  |
| Livingston             | 55,101            | 83.61             | 9,965            | 15.12            | 65,906  | 45,136   | 68.49  |
| Madison                | 1,846             | 46.24             | 2,094            | 52.45            | 3,992   | -248     | -6.21  |
| Morehouse              | 5,961             | 59.04             | 4,008            | 39.69            | 10,097  | 1,953    | 19.35  |
| Natchitoches           | 9,100             | 60.51             | 5,740            | 38.16            | 15,040  | 3,360    | 22.35  |
| Orleans                | 24,119            | 15.16             | 130,749          | 82.16            | 159,130 | -106,630 | -67.00 |
| Ouachita               | 40,808            | 63.33             | 22,845           | 35.45            | 64,436  | 17,963   | 27.88  |
| Plaquemines            | 6,803             | 68.41             | 3,023            | 30.40            | 9,945   | 3,780    | 38.01  |
| Pointe Coupee          | 7,319             | 63.26             | 4,132            | 35.71            | 11,570  | 3,187    | 27.55  |
| Rapides                | 36,171            | 67.74             | 16,537           | 30.97            | 53,395  | 19,634   | 36.77  |
| Red River              | 2,337             | 62.74             | 1,321            | 35.46            | 3,725   | 1,016    | 27.28  |
| Richland               | 6,354             | 69.12             | 2,732            | 29.72            | 9,193   | 3,622    | 39.40  |
| Sabine                 | 8,613             | 84.69             | 1,488            | 14.63            | 10,170  | 7,125    | 70.06  |
| Saint Bernard          | 11,033            | 63.80             | 5,967            | 34.51            | 17,292  | 5,066    | 29.29  |
| Saint Charles          | 17,443            | 65.37             | 8,812            | 33.02            | 26,685  | 8,631    | 32.35  |
| Saint Helena           | 2,804             | 48.81             | 2,848            | 49.57            | 5,745   | -44      | -0.76  |
| Saint James            | 5,902             | 50.06             | 5,792            | 49.13            | 11,789  | 110      | 0.93   |
| Saint John the Baptist | 6,557             | 34.83             | 12,043           | 63.97            | 18,827  | -5,486   | -29.14 |
| Saint Landry           | 21,812            | 58.88             | 14,833           | 40.04            | 37,043  | 6,979    | 18.84  |
| Saint Martin           | 17,466            | 69.85             | 7,284            | 29.13            | 25,006  | 10,182   | 40.72  |
| Saint Mary             | 13,671            | 65.42             | 7,011            | 33.55            | 20,897  | 6,660    | 31.87  |
| Saint Tammany          | 98,377            | 71.09             | 37,777           | 27.30            | 138,384 | 60,600   | 43.79  |
| Tangipahoa             | 37,500            | 68.05             | 16,886           | 30.64            | 55,104  | 20,614   | 37.41  |
| Tensas                 | 1,093             | 51.36             | 1,002            | 47.09            | 2,128   | 91       | 4.27   |
| Terrebonne             | 31,115            | 75.29             | 9,702            | 23.48            | 41,327  | 21,413   | 51.81  |
| Union                  | 8,176             | 78.05             | 2,206            | 21.06            | 10,475  | 5,970    | 56.99  |
| Vermilion              | 21,510            | 81.39             | 4,637            | 17.55            | 26,429  | 16,873   | 63.84  |
| Vernon                 | 13,474            | 83.44             | 2,513            | 15.56            | 16,149  | 10,961   | 67.88  |
| Washington             | 12,846            | 69.61             | 5,411            | 29.32            | 18,455  | 7,435    | 40.29  |
| Webster                | 10,965            | 67.66             | 5,053            | 31.18            | 16,205  | 5,912    | 36.48  |
| West Baton Rouge       | 7,627             | 55.12             | 6,008            | 43.42            | 13,836  | 1,619    | 11.70  |
| West Carroll           | 3,986             | 86.60             | 578              | 12.56            | 4,603   | 3,408    | 74.04  |
| West Feliciana         | 3,923             | 65.30             | 2,004            | 33.36            | 6,008   | 1,919    | 31.94  |
| Winn                   | 4,437             | 76.75             | 1,292            | 22.35            | 5,781   | 3,145    | 54.40  |

#### Volteados
| Condado     | Ciudad más grande | Pre-elección | Pre-elección | Post-elección | Post-elección | Margen |
| Condado     | Ciudad más grande | Partido      | Partido      | Partido       | Partido       | Margen |
| ----------- | ----------------- | ------------ | ------------ | ------------- | ------------- | ------ |
| Iberville   | St. Gabriel       |              | Demócrata    |               | Republicano   | +0.73  |
| Saint James | Lutcher           |              | Demócrata    |               | Republicano   | +0.93  |
| Tensas      | Newellton         |              | Demócrata    |               | Republicano   | +4.27  |